# 1991 SX1
1991 SX1 är en asteroid i huvudbältet som upptäcktes den 16 september 1991 av den amerikanske astronomen Henry E. Holt vid Palomarobservatoriet.
Asteroiden har en diameter på ungefär 5 kilometer.